# Тамаші (комуна)
Тамаші (рум. Tamași) — комуна у повіті Бакеу в Румунії. До складу комуни входять такі села (дані про населення за 2002 рік):
- Кетріш (539 осіб)
- Тамаші (1400 осіб)
- Фурнікарі (1156 осіб)

Комуна розташована на відстані 239 км на північ від Бухареста, 10 км на південний схід від Бакеу, 86 км на південний захід від Ясс, 142 км на північний захід від Галаца, 142 км на північний схід від Брашова.

## Населення
За даними перепису населення 2002 року у комуні проживали 6400 осіб.
Національний склад населення комуни:
| Національність | Кількість осіб | Відсоток |
| -------------- | -------------- | -------- |
| румуни         | 6351           | 99,2%    |
| цигани         | 21             | 0,3%     |
| угорці         | 20             | 0,3%     |
| чанго          | 6              | 0,1%     |
| серби          | 1              | < 0,1%   |

Рідною мовою назвали:
| Мова      | Кількість осіб | Відсоток |
| --------- | -------------- | -------- |
| румунську | 6382           | 99,7%    |
| угорську  | 15             | 0,2%     |
| циганську | 2              | < 0,1%   |
| сербську  | 1              | < 0,1%   |

Склад населення комуни за віросповіданням:
| Релігія       | Кількість осіб | Відсоток |
| ------------- | -------------- | -------- |
| римо-католики | 3376           | 52,8%    |
| православні   | 2957           | 46,2%    |
| п'ятдесятники | 53             | 0,8%     |
| лютерани      | 7              | 0,1%     |
| адвентисти    | 6              | 0,1%     |
| бретрени      | 1              | < 0,1%   |